# 石原莉奈
石原 莉奈（いしはら りな、1987年8月29日 - ）は、日本の元AV女優。

## 略歴・人物
神奈川県出身、ピースプロモーション所属。
2008年4月に『恥じらいチェリーナ』（h.m.p）でAVデビュー。
2008年8月、公式ブログでAVからの引退を発表するも、2012年12月に『伝説美女復活』でアイデアポケットから復帰する。
2017年6月を最後に、新規の出演作品がリリースされていない。

## 作品

### アダルトビデオ
2008年
- 恥じらいチェリーナ（4月21日、h.m.p）
- 幼妻おねだりエッチ（5月21日、h.m.p）
- 超デレ◆ガール（6月21日、h.m.p）
- やりすぎ家庭教師（7月21日、h.m.p）
- 萌えテク‘口コキ’（8月21日、h.m.p）
- 絶対コス!（9月21日、h.m.p）
- ism 石原莉奈 Vol.1（11月21日、h.m.p）※総集編

2009年
- ism 石原莉奈 Vol.2（1月21日、h.m.p）※総集編
- 100％ 石原莉奈 BEST 4時間（3月21日、h.m.p）※総集編

2012年
- 石原莉奈 12時間 出演全6作品（10月5日、h.m.p）※総集編（復帰前の全6作品を丸々収録）
- 伝説美女復活（12月1日、アイデアポケット）

2013年
- 石原莉奈のマジイキガチンコ4本番（1月19日、アイデアポケット）
- 石原莉奈の濃厚な接吻とSEX（2月19日、アイデアポケット）
- 見つめ合って感じ合う情熱SEX（3月19日 、アイデアポケット）
- 世界最高級ソープへようこそ（4月19日、アイデアポケット）
- 僕と莉奈の甘〜い性活（5月19日、アイデアポケット）
- 莉奈先生の誘惑授業（6月19日、アイデアポケット）
- DIGITAL CHANNEL DC106（7月1日、アイデアポケット）
- 石原莉奈とヴァーチャルデート（8月19日、アイデアポケット）
- 秘密女捜査官（9月19日、アイデアポケット）
- カテキョ 超エロめちゃカワ家庭教師 石原莉奈（10月19日、アイデアポケット）
- 彼女の姉貴とイケナイ関係 石原莉奈（11月19日、アイデアポケット）
- 石原莉奈SWEET BOX 8時間（12月19日、アイデアポケット）※総集編

2014年
- 断り切れずにヤラせちゃう女 私押しに弱いんです 石原莉奈（1月19日、アイデアポケット）
- いきなりSEX えっ?今ここでですか? 石原莉奈（2月19日、アイデアポケット）
- 犯された美人過ぎる女教師 石原莉奈（3月19日、アイデアポケット）
- 襲撃された美人OLの自宅（4月19日、アイデアポケット）
- 恥辱の教育実習生7（5月7日、アタッカーズ）
- 夫の目の前で犯されて 禁忌の欲情（6月7日、アタッカーズ）
- 狙われた新人女優 ストーカー 狂気の妄想恋愛の果てに… 石原莉奈（7月7日、アタッカーズ）
- 奪われた兄嫁〜義弟が仕組んだ寝取られ性交〜（8月7日、マドンナ）
- 中出し性感エステ×フルコース 濃厚接吻尽くしSP 石原莉奈（9月6日、SODクリエイト）
- 喪服未亡人 美白肌を薄紅色に染めて乳首がそそり立つ（10月9日、ヒビノ）
- 新任女教師 マシンバイブ調教×催淫三角木馬×危険日中出し15連発 そのすべてで潮!潮!潮!10（11月8日、サディスティックヴィレッジ）
- 名ばかりの社長秘書〜陵辱愛人契約〜（12月6日、ヒビノ）

2015年
- あなた、許して…。夫の従弟に迫られて（1月7日、アタッカーズ）
- 犯●れ続けた美人受付嬢（2月7日、アタッカーズ）
- 美人妻 公開調教倶楽部（3月7日、アタッカーズ）
- あなたに愛されたくて。（4月7日、アタッカーズ）
- 新任女教師 終わらない辱めに堕ちて（5月7日、アタッカーズ）
- 痴●映画館9 こんな所で…なのに、なのに私ったら…!（7月7日、アタッカーズ）
- 義妹の性感帯9 授かりもの（7月7日、アタッカーズ）
- 貞操帯の女19（8月7日、アタッカーズ）
- 石原莉奈がギャルでコスって中出しお宅訪問（9月1日、BeFree）
- 淫語調教 恥ずかしい言葉に濡れて。 （10月7日、アタッカーズ）
- 美人キャスター盗撮 覗かれた恥辱のカラダ（11月7日、アタッカーズ）
- 声を出せない私9 羞恥と快感（12月7日、アタッカーズ）

2016年
- 女教師 テニス部・奴●合宿（1月7日、アタッカーズ）
- 奴●色のステージ29（2月7日、アタッカーズ）
- 脱獄者（3月7日、アタッカーズ）
- 恥辱の館（4月7日、アタッカーズ）
- 裏切られて、犯●れて…。（5月7日、アタッカーズ）
- 看護師監禁調教 淫らな私にお仕置きを…。（6月7日、アタッカーズ）
- マゾに目覚めた女2（7月7日、アタッカーズ）
- 輪●餌食3（8月7日、アタッカーズ）
- 石原莉奈の筆おろし初体験（9月1日、BeFree）
- 奴●ソープに堕とされた女教師7（9月7日、アタッカーズ）
- 美人妻監禁調教 淫肉奴●（10月7日、アタッカーズ）
- 凌●連鎖 濡れた出張エステ（11月13日、アタッカーズ）
- 人妻奴隷調教 私を肉便器にしてください。（12月19日、アタッカーズ）

2017年
- 女教師玩具化計画（1月19日、アタッカーズ）
- 生贄の宿（2月13日、アタッカーズ）
- 愛しき監禁（3月13日、アタッカーズ）
- おち○ぽ大好き!石原莉奈の超快感フェラチオ（3月19日、BeFree）
- 淫獣の檻（4月25日、アタッカーズ）
- 西暦二○四七年、強制受胎法案可決。（5月25日、アタッカーズ）
- オフィスレディの湿ったパンスト 石原莉奈（6月19日、アタッカーズ）

2019年
- ATTACKERS 女優名鑑 石原莉奈 18時間 (12月7日、アタッカーズ) ※総集編

2020年
- ATTACKERS 女優名鑑 石原莉奈 2 17時間（8月7日、アタッカーズ）※単体ベスト

2021年
- ATTACKERS 女優名鑑 石原莉奈 3 13時間（2月7日、アタッカーズ）※単体ベスト
- ATTACKERS 女優名鑑 石原莉奈 4 12時間（5月7日、アタッカーズ）※単体ベスト（ノーカット収録の作品集）、Blu-ray版同時発売